# Arirang
"Arirang" (em coreano:  아리랑) é uma canção folclórica da Coreia que costuma ser considerada "o hino da Coreia Unificada" por representar, de forma romantizada, aspetos da cultura tradicional e por servir de símbolo de unidade na região dividida desde a Guerra da Coreia. Existem cerca de 3.600 variações de 60 versões diferentes da música, todas incluindo um refrão semelhante a "Arirang, arirang, arariyo (아리랑, 아리랑, 아라리요)". Estima-se que a música tenha mais de 600 anos.
A canção foi considerada pela UNESCO como Património Cultural Imaterial da Humanidade duas vezes: a primeira em 2012, sob candidatura apresentada pela Coreia do Sul. A segunda, em 2014, sob candidatura apresentada pela Coreia do Norte.

## História

### Origem
Acredita-se que "Arirang" tenha se originado no condado de Jeongseon, província de Gangwon, atualmente parte da Coreia do Sul. "Arirang", como um termo hoje, tem um significado ambíguo, mas alguns linguistas levantam a hipótese de que "ari" (아리) pode significar "belo", no coreano antigo, e que "rang" (랑) pode significar "noivo". De acordo com uma lenda, o nome é derivado da história de um solteiro e uma donzela que se apaixononaram enquanto colhiam flores de camélia perto do cais em Auraji (아우라지) — um corpo de água cujo nome deriva da palavra coreana "eoureojida" (어우러 지다) que se traduz em algo próximo a "estar em harmonia" ou "encontrar-se".  Existem duas versões desta história: a primeira diz que o rapaz solteiro não podia cruzar o Auraji para encontrar a donzela por causa do nível da água e então, eles cantam a canção para expressar sua tristeza. Na segunda versão, o solteiro tenta cruzar o Auraji, se afoga, e após sua morte, canta a canção para expressar sua tristeza.
Outras teorias sobre a origem do nome "Arirang" apontam para Aryeong, esposa do primeiro rei de Silla; "arin", palavra no idioma Jurchen para "cidade natal".
De acordo com o professor Keith Howard, da Universidade de Londres, "Arirang" se originou nas regiões montanhosas do condado de Jeongseon, ele se baseia num manuscrito de 1756 tido como primeira menção à canção.
De acordo com Pete Seeger, que cantou apresentou a música num show da década de 1960, a música remonta aos anos 1600, quando um imperador prendia todos aqueles que se opusessem a ele. O imperador, supostamente, havia pendurado esses prisioneiros em pinheiros no topo da Colina Arirang, localizada nos arredores de Seul. A lenda afirma que um dos prisioneiros condenados à morte percorreu seus quilômetros finais cantando o quanto amava seu país e o quanto odiava dizer adeus a ele. Logo outros condenados passaram a cantar a música e foi formada uma tradição que qualquer homem tinha o direito de cantar essa canção antes de sua execução.
Outra estória afirma que a música surgiu a partir de uma mulher que sofria por seu marido no campo de batalha.

### Primeira gravação
A primeira gravação conhecida de "Arirang" foi feita em 1896 pela etnóloga estadunidense Alice C. Fletcher. Em sua casa em Washington, DC, Fletcher gravou três estudantes coreanos cantando uma música que ela chamou de "Love Song: Ar-ra-rang". Uma fonte sugere que os alunos pertenciam a nobres famílias coreanas e estavam estudando no exterior, na Universidade Howard, durante o período em que a gravação foi feita. Outra fonte sugere que os cantores eram trabalhadores coreanos que viviam nos Estados Unidos.  As gravações atualmente fazem parte do acervo da Biblioteca do Congresso dos Estados Unidos.

### Hino da resistência
Durante a ocupação japonesa da Coreia, entre 1910 a 1945, tornou-se proibido, para qualquer pessoa, cantar qualquer música patriótica, incluindo o hino nacional da Coreia. Logo, Arirang se tornou um hino não oficial. "Arirang" tornou-se um hino de resistência contra o domínio imperial japonês. Manifestantes coreanos cantaram "Arirang" durante o Movimento 1 de Março, manifestação coreana contra o Império do Japão em 1919. Muitas das variações de "Arirang" que foram escritas durante a ocupação falam sobre injustiça, a situação e a exploração dos trabalhadores e a guerra de guerrilha. A música também era cantada pelos guerrilheiros da montanha que lutavam contra os fascistas.
A letra mais conhecida de "Arirang" apareceu pela primeira vez no filme mudo de 1926, Arirang, dirigido por Na Woon-gyu. Arirang é considerado hoje um filme perdido, mas vários relatos dizem que o filme era sobre um estudante coreano que ficou mentalmente doente depois de ser preso e torturado pelos japoneses. O filme foi um sucesso desde o seu lançamento e é considerado o primeiro filme nacionalista coreano.

### Popularidade noJapão
Durante a ocupação japonesa da Coreia, o Japão experimentou uma mania pela cultura coreana e, em particular, por "Arirang". Mais de 50 versões japonesas de "Arirang" foram lançadas entre 1931 e 1943, e em diversos gêneros, como pop, jazz e mambo. Fontes apontam que vários ex-soldados imperiais japoneses permaneceram cantando "Arirang" mesmo após retornar ao Japão, isso é associado às memórias desenvolvidas durante seu serviço na Coreia, e muito provavelmente, através das mulheres de conforto, mulheres coreanas que serviam de escravas sexuais aos soldados imperiais japoneses.

## Letras
Todas as versões de "Arirang" incluem um refrão semelhante a "Arirang, arirang, arariyo" (아리랑, 아리랑, 아라리 요).  A palavra "arirang" em si não faz sentido e não tem um significado preciso em coreano.  É, no entanto, um palíndromo em hangul. Apesar das letras variarem de versão para versão, os temas mais frequentes e que estão presentes na maioria das versão são tristeza, separação, reunião e amor.
A tabela abaixo inclui as letras de "Bonjo Arirang" de Seul . As primeiras duas linhas são o refrão, o refrão é seguido por três versos:
| Coreano                                                 | Romanização                                                              | Tradução à Língua Portuguesa                                                                                 |
| 아리랑, 아리랑, 아라리 요... 아리랑 고개 로 넘어 간다.  | Arirang, arirang, arariyo... Arirang gogaero neomeoganda.                | Arirang, arirang, arariyo... Você está subindo a colina de Arirang.                                          |
| 나를 버리고 가시는 님 은 십리 도 못 가서 발병 난다.     | Nareul Beorigo Gasineun Nimeun Simnido motgaseo balbyeongnanda.          | Meu amor, você esta me deixando Seus pés ficarão doloridos antes de fazer dez ri.                            |
| 청천 하늘 엔 잔별 도 많고, 우리네 가슴 엔 희망 도 많다. | Cheongcheonhaneuren janbyeoldo manko, Gaseumen urinário huimangdo manta. | Assim como existem muitas estrelas no céu claro, Também há muitos sonhos em nosso coração.                   |
| 저기 저 산이 백두산 이라지, 동지 섣달 에도 꽃만 핀다.   | Jeogi jeo sani baekdusaniraji, Dongji seotdaredo kkonman pinda.          | Lá, lá, aquela montanha é a Montanha Baekdu, Onde, mesmo no meio dos dias de inverno, as flores desabrocham. |

## Variações
Existem cerca de 3.600 variações de 60 versões diferentes de "Arirang".  Títulos de diferentes versões de "Arirang" são geralmente prefixados por seu local de origem.
Enquanto "Jeongseon Arirang" é geralmente considerada a versão original da canção, "Bonjo Arirang", versão de Seul, é uma das versões mais famosas. Esta versão se tornou popular quando foi usada como música tema do filme de 1926 Arirang.
Outras variações famosas incluem "Milyang Arirang" da província de Gyeongsang do Sul e "Jindo Arirang" da província de Jeolla do Sul, uma região conhecida por ser o berço dos gêneros musicais folclóricos coreanos Pansori e Sinawi.

## Status oficial

### UNESCO
Tanto a Coreia do Norte quanto a do Sul solicitaram que "Arirang" fosse incluída na lista de Patrimónios Culturais Imateriais da UNESCO. A solicitação da Coreia do Sul foi feita em 2012, a da Coreia do Norte em 2014; ambos os países obtiveram êxito.

### Coreia do Sul
Em 2015, a Administração do Patrimônio Cultural da Coreia do Sul acrescentou o "Arirang" à sua lista de importantes ativos culturais intangíveis.

### Exercito dos Estados Unidos
A 7ª Divisão de Infantaria do Exército dos Estados Unidos adotou "Arirang" como sua canção oficial de marcha em maio de 1956, após receber permissão de Syngman Rhee. A divisão invadiu e permaneceu na Coreia entre 1950 a 1953, durante a Guerra da Coreia.

## Na cultura popular
A canção ficou conhecida em diversos países do mundo, mas seu status segue realmente relevante na Coreia, qual além do uso familiar, onde a canção é ensinada às crianças pelas famílias e nas escolas, a canção também serve como hino de unidade e dá aos coreanos esperança de reunificação, por isso a canção muitas vezes é usada como hino da Coreia Reunificada, como por exemplo em eventos onde a Coreia apresenta-se como um só país. A relevância é ainda maior na Coreia do Norte, onde a canção é sempre usada em festas e eventos, estampa o nome um festival nacional, o Festival Arirang, e até é utilizado como nome de uma marca de celulares.

### Música
- O compositor estadunidense John Barnes Chance baseou sua composição Variations on a Korean Folk Song numa versão de "Arirang" que ele ouviu na Coreia no final da década de 1950.[28]

#### Coreia do Norte
- O  Pochonbo Electronic Ensemble gravou e apresentou a canção diversas vezes.[29][30][31]
- Em 26 de fevereiro de 2008, a Orquestra Filarmônica de Nova Iorque apresentou "Arirang" durante sua viagem à Coreia do Norte.[32]

- Em 7 de Julho de 2012, no show de estreia da Banda Moranbong, "Arirang" foi a primeira música a ser apresentada.[33]
- Em 2018, a Orquestra Samjiyon apresentou a canção em Gangneung, na Coreia do Sul.[34]
- A canção Arirang é citada na música "Meu País é o Melhor" (내 나라 제일로 좋아).[35]

#### Coreia do Sul
- Em 2007, o grupo sul-coreano SG Wannabe lançou o álbum The Sentimental Chord, que contém uma canção intitulada "Arirang". O grupo é acompanhado por instrumentos tradicionais coreanos e a melodia real de Arirang é tocada por uma guitarra elétrica durante a ponte antes da mudança de tom.  Desde então, eles executaram a música ao vivo com a Orquestra Nacional Tradicional da Coreia e em vários Festivais Arirang de Seul.[36]
- Em novembro de 2013, o coro de estudantes da Universidade de Estudos Estrangeiros de Hankuk apresentou "Arirang" em inglês, chinês, japonês, francês, italiano, espanhol, alemão, russo, árabe e coreano.[37]
- A cantora Lee Ji-eun (IU) apresentou a canção por diversas vezes em 2015.[38]
- O grupo musical BTS gravou uma versão pop da canção.[39]

### Filmes
- Arirang é o título do filme lançado em 1926 do cineasta coreano Na Woon-gyu que popularizou a canção "Arirang" no século XX.[18]
- Arirang é o título de um documentário de 2011 roteirizado, dirigido e estrelado por Kim Ki Duk. O filme ganhou o prêmio máximo na categoria Un Certain Regard do Festival de Cannes 2011.[40]

Logo da Arirang TV

### Mídia
- Arirang é uma marca de celulares norte-coreanos.[27]
- Arirang TV é uma rede de televisão operada pela Korea International Broadcasting Foundation.[41]
- Arirang Radio é uma estação de rádio operada pela Korea International Broadcasting Foundation.[42]

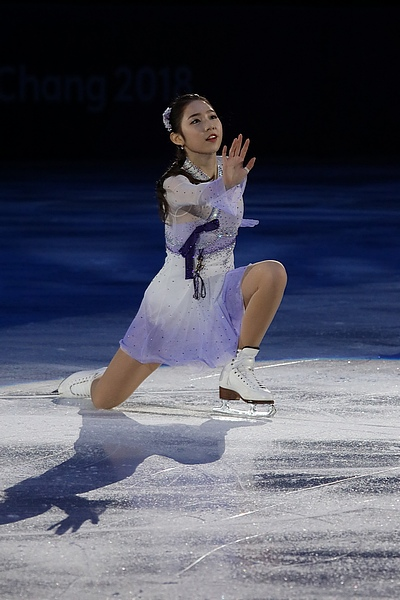
Choi Da-bin performando Arirang na Olimpíada de Inverno de 2018

### Esportes
- O festival de ginástica e performance em massa da Coreia do Norte se chama Festival de Arirang.[26]
- Na cerimônia de abertura dos Jogos Olímpicos de Verão de 2000 em Sydney, Austrália , atletas norte-coreanos e sul-coreanos marcharam para dentro do estádio carregando a Bandeira da Unificação Coreana enquanto "Arirang" tocava.[43]
- Durante a Copa do Mundo FIFA de 2002, os torcedores sul-coreanos usaram "Arirang" como música de torcida durante o evento.[10]
- A patinadora artística sul-coreana Kim Yuna apresentou a canção "Arirang" durante sua patinação livre no Campeonato Mundial de Patinação Artística 2011, ela ficou em segundo lugar.[44]
- Partes de "Arirang" foram usadas muitas vezes durante os Jogos Olímpicos de Inverno de 2018, em Pyeongchang, especialmente durante a Cerimônia de Abertura, onde a Coreia do Norte e Coreia do Sul entraram juntas sob a Bandeira da Coreia Unificada,[45] na Introdução à TV dos Serviços de Transmissão Olímpica e, durante o show de gala de patinação artística, Choi Da-bin fez sua performance de patinação artística para "Arirang".[46]
- Nos Jogos Asiáticos de 2018,  "Arirang" foi tocado quando a Equipe da Coreia Unificada, uma equipe mista entre sul e norte-coreanos, ganhou a medalha de ouro em canoagem.[25]

### Jogos de vídeo game
- No jogo Killer Instinct, o tema da personagem sino-coreana, Kim Wu, tem elementos de "Arirang", cantada por Hoona Kim.[47]
- No jogo  Civilization VI de Sid Meier, o tema da civilização coreana é "Arirang" .[48]

Imagens do Festival Arirang
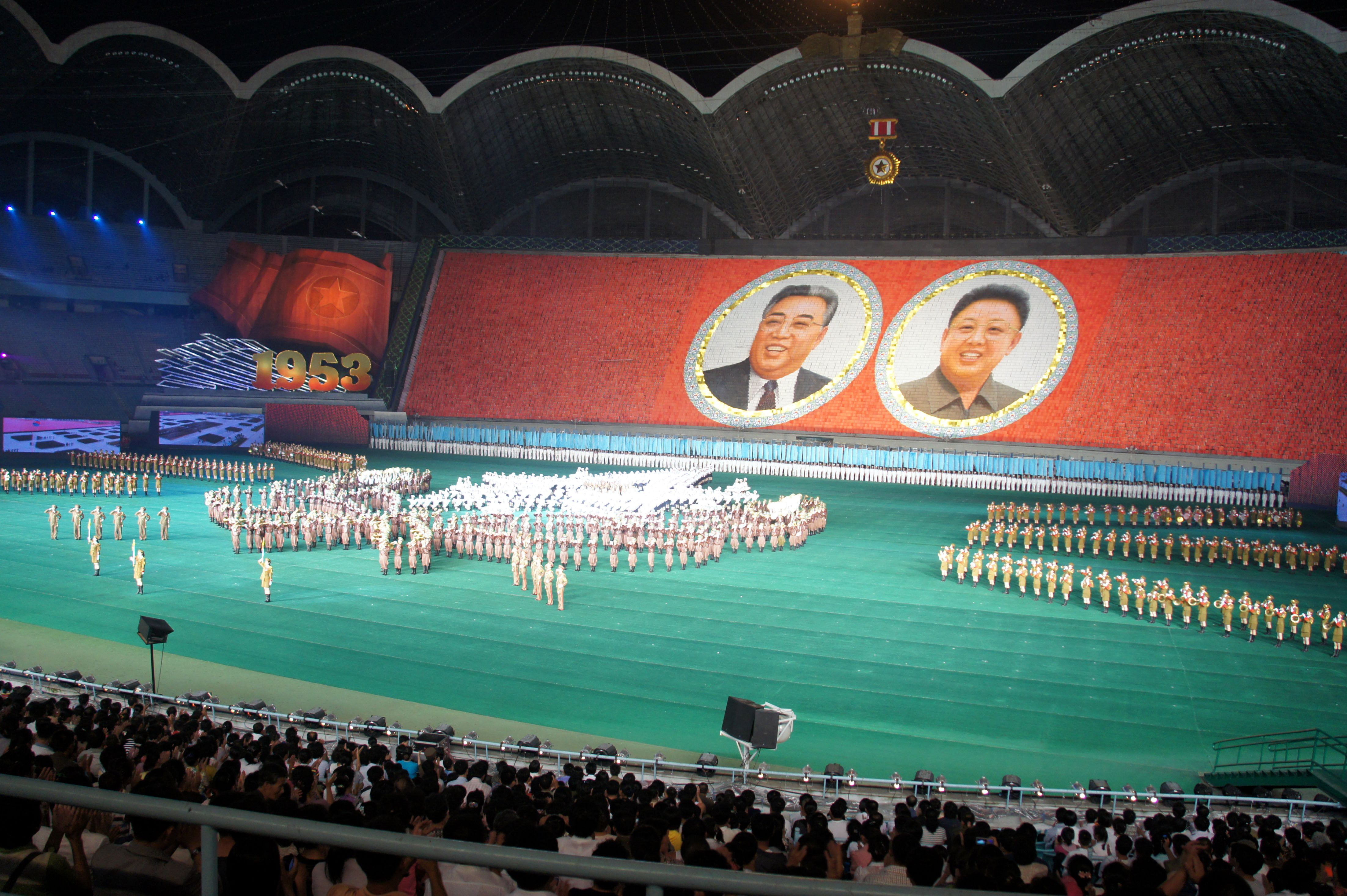
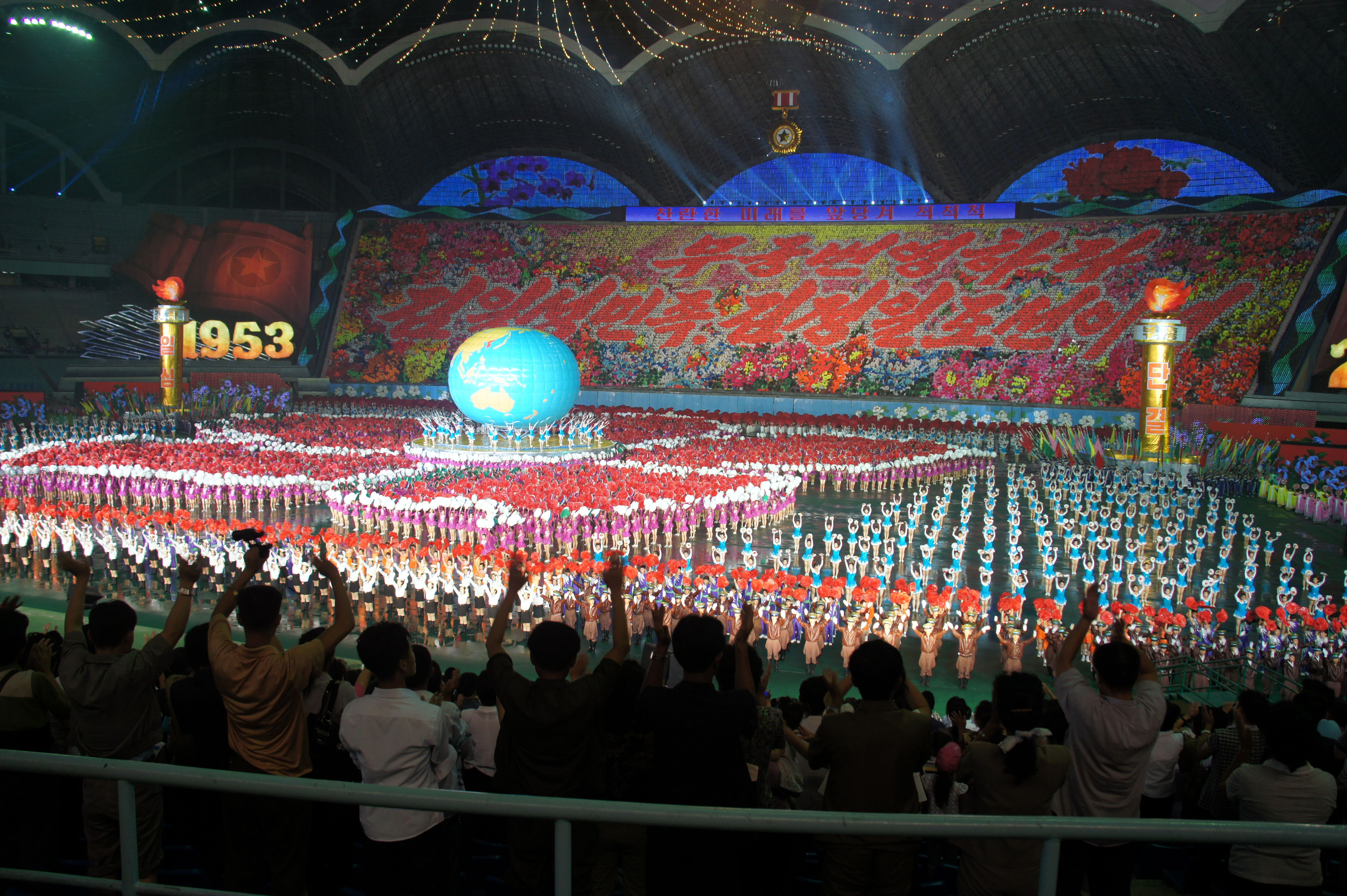
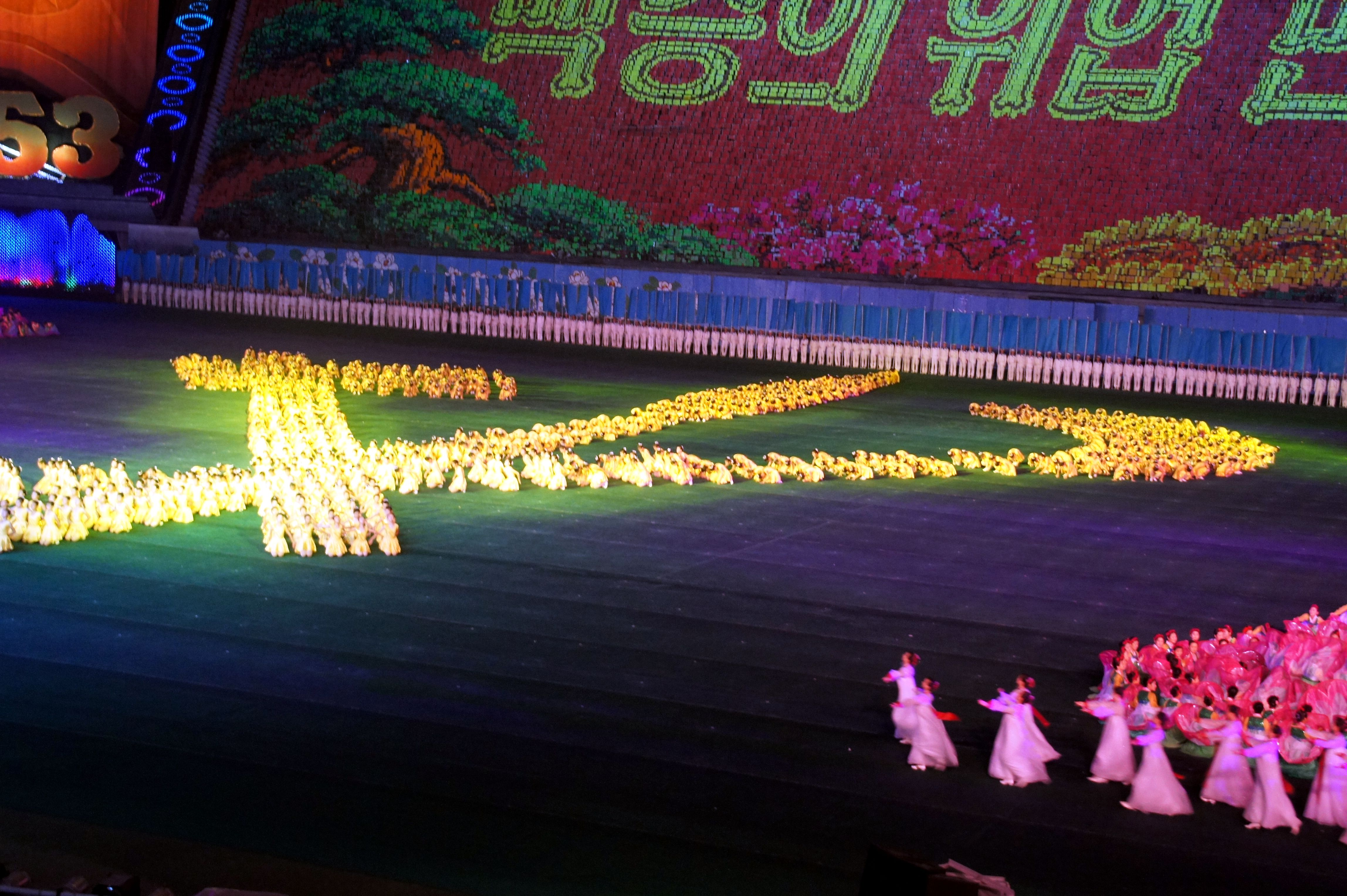
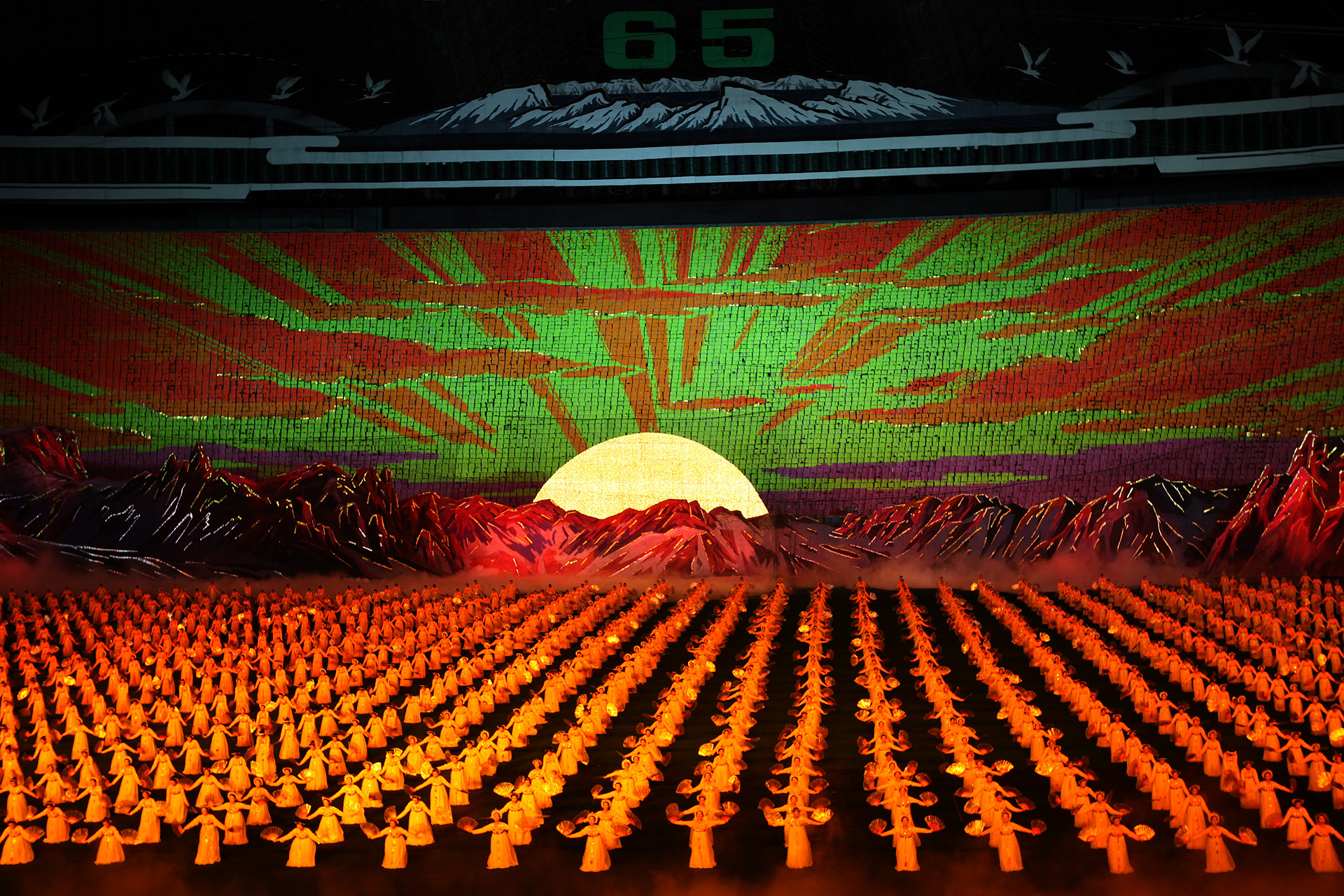
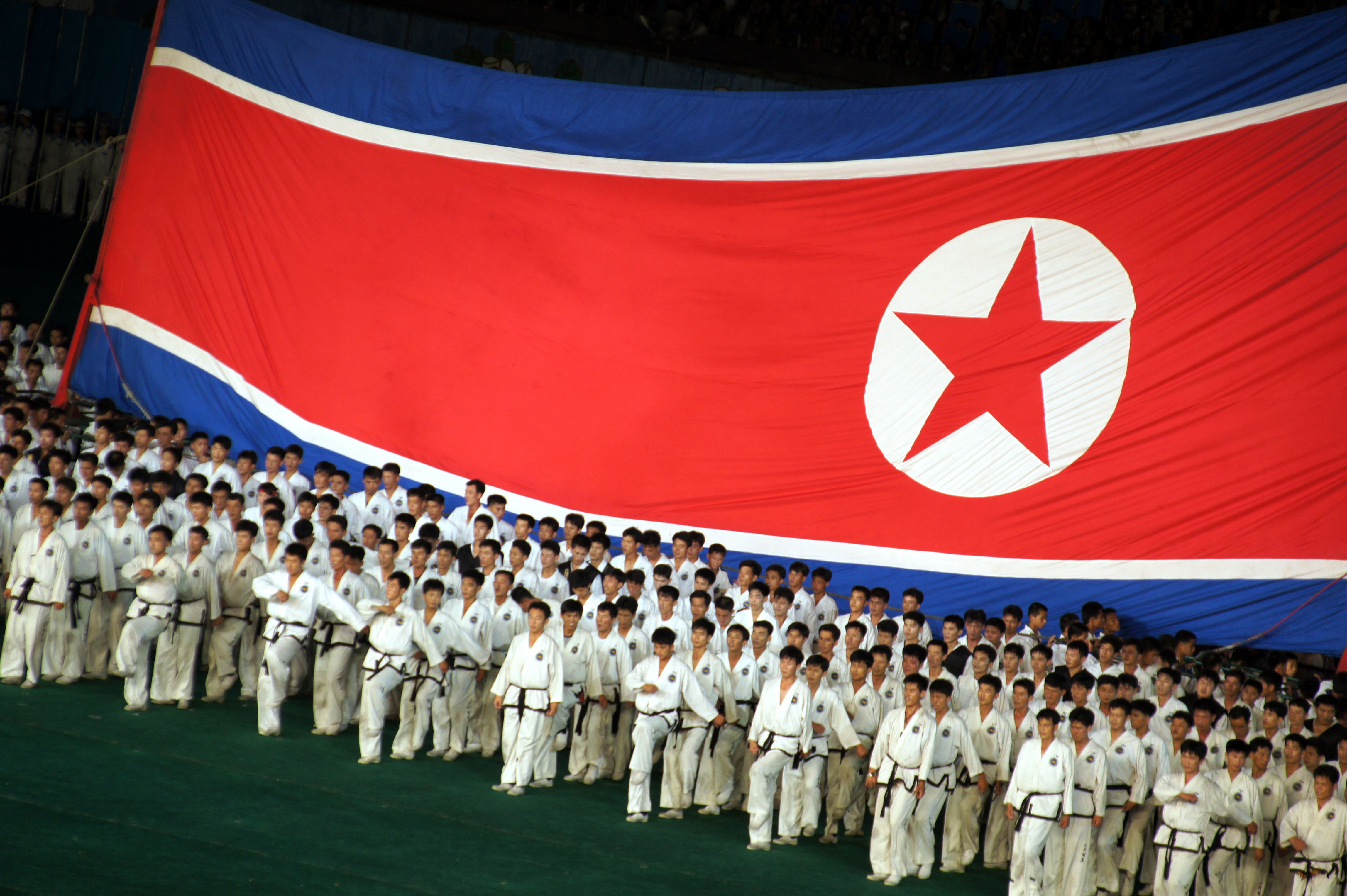
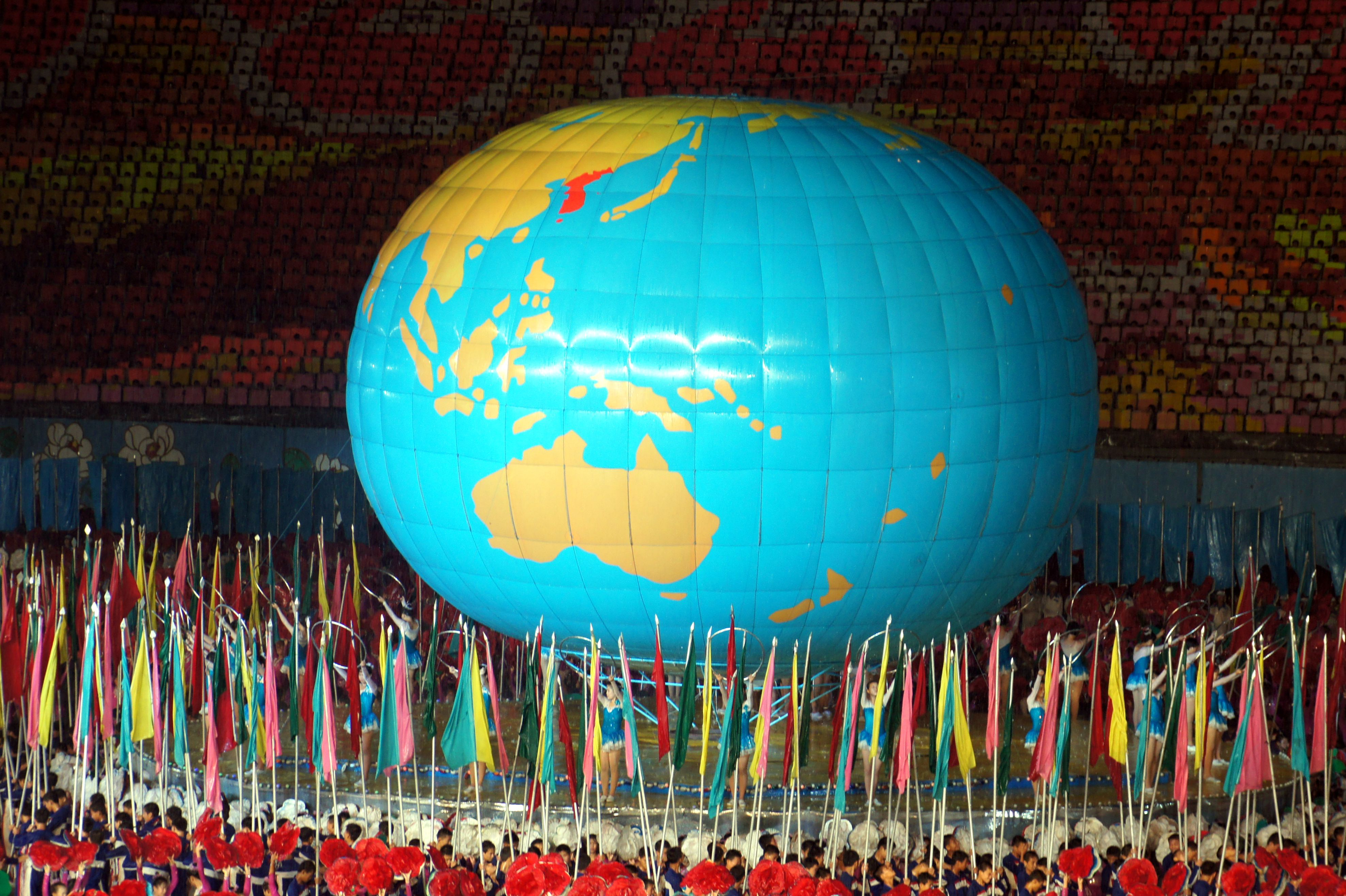